# John Deere Classic
John Deere Classic är en professionell golftävling på den amerikanska PGA- touren. Tävlingen spelas årligen i juli, veckan före British Open, på golfbanan TPC Deere Run i staden Silvis.
Tävlingen började som Quad Cities Open 1971, men först 1972 blev tävlingen en officiell PGA-tourtävling. Tävlingen spelades då på Crow Valley Country Club, för att sedan spelas på Oakwood Country Club åren 1975–1999. Sedan år 2000 spelas den på TPC Deere Run med John Deere som titelsponsor. D.A. Weibring designade TPC Deere Run; Weibring spelade själv på PGA Touren och vann John Deere Classic tre gånger (1979, 1991 och 1995).
Michelle Wie spelade tävlingen 2005 och 2006. År 2005 gick hon på 70–71 (–1 under par) och var ett slag ifrån att klara kvalgränsen. Året därpå gick hon på 77 slag första 18, för att under fredagens rond avbryta tävlingen, påstående att hon fick värmeslag, och lämnade golfklubben i ambulans.
Under den första rundan av 2010 års upplaga av tävlingen hade Paul Goydos 59 slag (–12 under par) och blev den fjärde spelaren någonsin att gå under 60 slag på 18 hål under en PGA- tourtävling.
Steve Stricker är den enda spelaren som har vunnit tävlingen tre år i rad (2009–2011). Jordan Spieth vann sin första PGA-tourtävling i John Deere Classic 2013, och var vid tillfället 19 år gammal, vilket gjorde honom till den första tonåringen att vinna en PGA-tourtävling sedan 1931.

## Vinnare
| År                                  | Spelare            | Resultat           | Mot par            | Segermarginal      | Runner(s)-up                                                |
| John Deere Classic                  | John Deere Classic | John Deere Classic | John Deere Classic | John Deere Classic | John Deere Classic                                          |
| ----------------------------------- | ------------------ | ------------------ | ------------------ | ------------------ | ----------------------------------------------------------- |
| 2018                                |                    |                    |                    |                    |                                                             |
| 2017                                | Bryson DeChambeau  | 266                | −18                | 1 slag             | Patrick Rodgers                                             |
| 2016                                | Ryan Moore         | 262                | −22                | 2 slag             | Ben Martin                                                  |
| 2015                                | Jordan Spieth (2)  | 264                | −20                | Särspel            | Tom Gillis                                                  |
| 2014                                | Brian Harman       | 262                | −22                | 1 slag             | Zach Johnson                                                |
| 2013                                | Jordan Spieth      | 265                | −19                | Särspel            | David Hearn Zach Johnson                                    |
| 2012                                | Zach Johnson       | 264                | −20                | Särspel            | Troy Matteson                                               |
| 2011                                | Steve Stricker (3) | 262                | −22                | 1 slag             | Kyle Stanley                                                |
| 2010                                | Steve Stricker (2) | 258                | −26                | 2 slag             | Paul Goydos                                                 |
| 2009                                | Steve Stricker     | 264                | −20                | 3 slag             | Zach Johnson Brett Quigley Brandt Snedeker                  |
| 2008                                | Kenny Perry        | 268                | −16                | Särspel            | Brad Adamonis Jay Williamson                                |
| 2007                                | Jonathan Byrd      | 266                | −18                | 1 slag             | Tim Clark                                                   |
| 2006                                | John Senden        | 265                | −19                | 1 slag             | J. P. Hayes                                                 |
| 2005                                | Sean O'Hair        | 268                | −16                | 1 slag             | Robert Damron Hank Kuehne                                   |
| 2004                                | Mark Hensby        | 268                | −16                | Särspel            | John E. Morgan                                              |
| 2003                                | Vijay Singh        | 268                | −16                | 4 slag             | Jonathan Byrd J. L. Lewis Chris Riley                       |
| 2002                                | J. P. Hayes        | 262                | −22                | 4 slag             | Robert Gamez                                                |
| 2001                                | David Gossett      | 265                | −19                | 1 slag             | Briny Baird                                                 |
| 2000                                | Michael Clark II   | 265                | −19                | Särspel            | Kirk Triplett                                               |
| 1999                                | J. L. Lewis        | 261                | −19                | Särspel            | Mike Brisky                                                 |
| Quad City Classic                   |                    |                    |                    |                    |                                                             |
| 1998                                | Steve Jones        | 263                | −17                | 1 slag             | Scott Gump                                                  |
| 1997                                | David Toms         | 265                | −15                | 3 slag             | Brandel Chamblee Robert Gamez Jimmy Johnston                |
| 1996                                | Ed Fiori           | 268                | −12                | 2 slag             | Andrew Magee                                                |
| 1995                                | D. A. Weibring (3) | 197^               | −13                | 1 slag             | Jonathan Kaye                                               |
| Hardee's Golf Classic               |                    |                    |                    |                    |                                                             |
| 1994                                | Mark McCumber      | 265                | −15                | 1 slag             | Kenny Perry                                                 |
| 1993                                | David Frost (2)    | 259                | −21                | 7 slag             | Payne Stewart D. A. Weibring                                |
| 1992                                | David Frost        | 266                | −14                | 3 slag             | Tom Lehman Loren Roberts                                    |
| 1991                                | D. A. Weibring (2) | 267                | −13                | 1 slag             | Paul Azinger Peter Jacobsen                                 |
| 1990                                | Joey Sindelar      | 268                | −12                | Särspel            | Willie Wood                                                 |
| 1989                                | Curt Byrum         | 268                | −12                | 1 slag             | Bill Britton Brian Tennyson                                 |
| 1988                                | Blaine McCallister | 261                | −19                | 3 slag             | Dan Forsman                                                 |
| 1987                                | Kenny Knox         | 265                | −15                | 1 slag             | Gil Morgan                                                  |
| 1986                                | Mark Wiebe         | 268                | −12                | 1 slag             | Curt Byrum                                                  |
| Lite Quad Cities Open               |                    |                    |                    |                    |                                                             |
| 1985                                | Dan Forsman        | 267                | −13                | 1 slag             | Bob Tway                                                    |
| Miller High Life QCO                |                    |                    |                    |                    |                                                             |
| 1984                                | Scott Hoch (2)     | 266                | −14                | 5 slag             | George Archer Vance Heafner Dave Stockton                   |
| 1983                                | Danny Edwards      | 266                | −14                | Särspel            | Morris Hatalsky                                             |
| 1982                                | Payne Stewart      | 268                | −12                | 2 slag             | Brad Bryant Pat McGowan                                     |
| Quad Cities Open                    |                    |                    |                    |                    |                                                             |
| 1981                                | Dave Barr          | 270                | −10                | Särspel            | Woody Blackburn Frank Conner Dan Halldorson Victor Regalado |
| 1980                                | Scott Hoch         | 266                | −14                | 3 slag             | Curtis Strange                                              |
| Ed McMahon-Jaycees Quad Cities Open |                    |                    |                    |                    |                                                             |
| 1979                                | D. A. Weibring     | 266                | −14                | 2 slag             | Calvin Peete                                                |
| 1978                                | Victor Regalado    | 269                | −15                | 1 slag             | Fred Marti                                                  |
| 1977                                | Mike Morley        | 267                | −17                | 1 slag             | Bob Murphy Victor Regalado                                  |
| 1976                                | John Lister        | 268                | −16                | 2 slag             | Fuzzy Zoeller                                               |
| 1975                                | Roger Maltbie      | 275                | −9                 | 1 slag             | Dave Eichelberger                                           |
| Quad Cities Open                    |                    |                    |                    |                    |                                                             |
| 1974                                | Dave Stockton      | 271                | −13                | 1 slag             | Bruce Fleisher                                              |
| 1973                                | Sam Adams          | 268                | −16                | 3 slag             | Dwight Nevil Kermit Zarley                                  |
| 1972                                | Deane Beman        | 279                | −5                 | 1 slag             | Tom Watson                                                  |

^ Indikerar att tävlingen spelades över 54 hål.

## Flerfaldiga vinnare
År 2017 var det 6 spelare som har vunnit tävlingen mer än en gång:
- 3 vinster
  - D. A. Weibring: 1979, 1991, 1995
  - Steve Stricker: 2009, 2010, 2011
- 2 vinster
  - Deane Beman: 1971, 1972
  - Scott Hoch: 1980, 1984
  - David Frost: 1992, 1993
  - Jordan Spieth: 2013, 2015